# Rita Yeboah
Rita Yeboah (* 25. Mai 1976) ist eine ehemalige ghanaische Fußballspielerin.

## Karriere
Yeboah kam während ihrer Vereinskarriere für die Bluna Ladies (1999) zum Einsatz.
Die Abwehrspielerin nahm mit der ghanaischen Nationalmannschaft („Black Queens“) an den Weltmeisterschaften 1999 teil und bestritt dabei zwei Partien. Außerdem stand sie bei den Afrikameisterschaften 2000 im Kader der Black Queens.